# Thoát Thoát Bất Hoa
Thoát Thoát Bất Hoa (hay Toghtoa Bukha, Toγtoγa Buqa; tiếng Mông Cổ hiện đại: Taisun haan) (1416 - 1453) là một Khả hãn của triều đại Bắc Nguyên tại Mông Cổ. Ông được tôn làm Khả hãn của Đại Nguyên. Dưới sự cai trị trên danh nghĩa của ông, người Oirat đã thống nhất thành công các bộ lạc Mông Cổ và bắt đầu đe dọa vương triều nhà Minh ở phía nam lần đầu tiên kể từ trận sông Kherlen năm 1409.

## Thời trẻ
Sau cái chết của Oyiradai trước đó vào năm 1425, một cuộc hỗn chiến nội bộ kéo dài nhiều năm đã nổ ra giữa những người Oirat dưới thời Mahamud (Bahamu, Batula) và các gia tộc Mông Cổ phía tây do gia đình Gulichi lãnh đạo. Trong khi đó, các bộ tộc Mông Cổ ở miền trung và miền đông đã tuyên bố Adai Khan là Đại hãn ngay sau cái chết của Oyiradai năm 1425.
Toghtoa Bukha là con trai cả của Ajai, người được sinh ra sau cái chết của cha Elbeg Khan và mẹ Öljeitü. Trong khi lang thang cùng các anh em của mình ở phía tây Mông Cổ, Toghtoa Bukha đã gặp con trai và người kế vị của Mahamud, Toghan Taishi của Liên minh Bốn Oirat. Toghan Taishi về sau gả ông cho con gái của mình và muốn dùng ông làm con tốt. Người Oirat tôn Toghtoa Bukha là Khả hãn của riêng họ vào năm 1433. Điều này dẫn đến một nửa thập kỷ tồn tại đồng thời giữa hai khả hãn được hỗ trợ bởi các gia tộc Mông Cổ đối nghịch nhau.

## Trị vì
Toghtoa Bukha Khan là một nhà lãnh đạo đầy tham vọng, người khao khát có được quyền lực thực sự và giành lại vinh quang trước đây của triều đại nhà Nguyên. Tham vọng của ông chắc chắn dẫn đến một cuộc xung đột lợi ích với các quý tộc Oirat. Mặc dù người Oirat có chung tham vọng phục hồi vinh quang của Thành Cát Tư Hãn với Khả hãn mới, họ nhận thức rõ về bản chất rạn nứt của các bộ lạc Mông Cổ. Để đốt cháy thời gian trước khi có thể đoàn kết các bộ tộc, trước tiên họ cần tạo mối quan hệ hòa bình với triều đại nhà Minh. Người Oirat cẩn thận không chọc giận nhà Minh bằng cách không chính  thức đổi quốc hiệu sang Đại Nguyên và nhờ đó có được sự giúp đỡ từ nhà Minh trong việc đánh bại bộ lạc Khorchin. Adai Khan của Khorchin đã bị giết năm 1438. Năm 1439, Toghan đã đưa Toghtoa Bukha làm lãnh đạo của miền đông Mông Cổ dưới danh hiệu Bogd Khagan Taisun của người Bắc Nguyên trước lăng của Thành Cát Tư Hãn. Taisun Khan cảm thấy rằng chính quyền của mình đã đủ mạnh để đương đầu với nhà Minh, và công khai tuyên bố cải lại quốc hiệu Đại Nguyên và với chính mình là Taisun (Thái Tông), một động thái được hầu hết người Mông Cổ ủng hộ trừ những người Oirat, những người cảm thấy cần nhiều thời gian hơn để củng cố lợi ích của họ. May mắn thay, nhà Minh khi ấy thực sự quá yếu để tấn công thẳng vào lục địa Mông Cổ như hoàng đế Minh Thành Tổ đã làm nhiều lần trong quá khứ. Tuy nhiên, nhà Minh đã thể hiện sự không tán thành của mình bằng cách gọi Taisun Khan của Bắc Nguyên thay vì Thái Tông của Đại Nguyên. Sau khi Toghan qua đời, Taisun Khan đã phong con trai của Toghan là Dã Tiên thành tổng chỉ huy và em trai của ông là Agbarjin trở thành jinong.

## Chiến tranh vớinhà Minhvà suy vong

### Chiến tranh
Bất chấp tham vọng của mình, Taisun Khan vẫn nghiêng về mối quan hệ hòa bình với nhà Minh hơn nhiều so với chỉ huy Dã Tiên của mình. Ông vẫn giữ mối quan hệ thân thiện với triều đình nhà Minh. Chỉ huy của ông, Dã Tiên, thậm chí còn tham vọng hơn và muốn khôi phục lại vinh quang của Đế quốc Mông Cổ về tên và lãnh thổ. Trước tiên, Dã Tiên hướng sự chú ý của mình đến Hami, nơi đang là đồng minh của nhà Minh, hoàng tử Bột Nhi Chỉ Cân, dòng dõi Sát Hợp Đài, cai trị. Các cuộc đột kích và đe dọa lặp đi lặp lại của Dã Tiên đã buộc ông ta phải đầu hàng mình vào năm 1448.
Dã Tiên sau đó đã tấn công khu vực Cam Túc nơi có các quốc gia vệ tinh Mông Cổ của nhà Minh, được gọi chung là Tam vệ, được đặt. Người bảo vệ Fuyu bị buộc phải chạy trốn, và Dã Tiên bổ nhiệm thống đốc riêng của mình trong khu vực. Taisun Khan đích thân chỉ huy cuộc tấn công vào đội bảo vệ Tained. Sau đó, Dã Tiên cũng cướp bóc người bảo vệ Doyin Uriankhai, buộc họ phải đầu hàng. Với sự phục tùng của Tam vệ, triều đại Bắc Nguyên đã hồi sinh mạnh mẽ, trở thành mối đe dọa trực tiếp đối với nhà Minh.
Khi nhà Minh từ chối yêu cầu của người Mông Cổ cho phép thêm sứ giả Mông Cổ vào Trung Quốc và xin kết hôn với một công chúa Trung Quốc, Dã Tiên quyết định xâm chiếm nhà Minh. Taisun Khan rất e ngại điều này và ban đầu không ủng hộ Dã Tiên. Tuy nhiên, ông bị buộc phải lãnh đạo lực lượng cực đoan của Uriankhai đến Liêu Đông vào năm 1449. Ông bao vây thành phố và tàn phá vùng ngoại ô của nó trong 40 ngày trong khi Dã Tiên đánh bại quân đội nhà Minh trên đường đến Bắc Kinh.
Sau khi đánh bại quân đội nhà Minh trong sự biến Thổ Mộc bảo và bắt giữ Hoàng đế Minh Anh Tông, quân Mông Cổ trở về phía bắc. Taisun Khan đã đối xử tử tế với hoàng đế nhà Minh bị bắt. Khi nhận ra rằng nhà Minh sẽ không trả tiền chuộc cho hoàng đế bị bắt, Anh Tông đã được trả lại Trung Quốc vào năm 1450.

### Cái chết
Vợ của Taisun Khan, chị gái của Dã Tiên, đã cố gắng thuyết phục Khả hãn phong con trai của chị gái mình thành Thái tử. Yêu cầu đã bị từ chối, khiến Taisun và Dã Tiên hỗn chiến với nhau năm 1451. Dã Tiên đã giao kết với em trai của Taisun Khan là Agbarjin để đổi lại là danh hiệu Khả hãn. Esen và Agbarjin bao vây Karakorum nơi Taisun Khan đóng quân. Bởi vì hầu hết người Mông Cổ ở phía đông đã bỏ hoang đến Oirat, quân đội của Khả hãn đã bị đánh bại ở Turfan và buộc ông phải chạy trốn về phía khe núi Khởi Liễn và sông Kherlen cùng với một vài tùy tùng của ông. Taisun Khan bị giết bởi cha vợ cũ của mình, Tsabdan, trong khi chạy trốn. Tsabdan sau đó chạy về theo Dã Tiên.

## Gia đình
Toghtoa Bukha có hai em trai, Agbarjin và Manduul.
Vợ và con được biết đến của ông bao gồm:
- Một công chúa Oirat, con gái của Toghan taishi, sinh ra một đứa con trai tên Abdan.
- A Lặc Tháp Cát Lặc (阿勒塔噶勒 , Altagana) của bộ tộc Khorlad. Khan và con trai là Molon (Mulan) , bị Taisun Khan ly hôn vì ngoại tình.
- Bột Nhi Chỉ Cân thị , chị gái của Dã Tiên.
- Tát Mục Nhĩ Thái hậu.
- Samar taifu người đã sinh ra Markorgis.